# Diócesis de Abeokuta
La diócesis de Abeokuta (en latín: Dioecesis Abeokutana y en inglés: Roman Catholic Diocese of Abeokuta) es una circunscripción eclesiástica de la Iglesia católica en Nigeria. Se trata de una diócesis latina, sufragánea de la arquidiócesis de Lagos. Desde el 15 de abril de 2014 su obispo es Peter Kayode Odetoyinbo.

## Territorio y organización
La diócesis tiene 9636 km² y extiende su jurisdicción sobre los fieles católicos de rito latino residentes en la parte centro-occidental del estado de Ogun.
La sede de la diócesis se encuentra en la ciudad de Abeokuta, en donde se halla la Catedral de San Pedro y San Pablo.
En 2022 en la diócesis existían 61 parroquias.

## Historia
La diócesis fue erigida el 24 de octubre de 1997 con la bula Cum ad aeternam del papa Juan Pablo II, obteniendo el territorio de la arquidiócesis de Lagos.

## Estadísticas
Según el Anuario Pontificio 2023 la diócesis tenía a fines de 2022 un total de 101 006 fieles bautizados.
| Año                                                                             | Población            | Población | Población      | Sacerdotes | Sacerdotes    | Sacerdotes    | Bautizados por sacerdote | Diáconos permanentes | Religiosos | Religiosos | Parroquias |
| Año                                                                             | Bautizados católicos | Total     | % de católicos | Total      | Clero secular | Clero regular | Bautizados por sacerdote | Diáconos permanentes | Varones    | Mujeres    | Parroquias |
| ------------------------------------------------------------------------------- | -------------------- | --------- | -------------- | ---------- | ------------- | ------------- | ------------------------ | -------------------- | ---------- | ---------- | ---------- |
| 1999                                                                            | 45 850               | 1 787 000 | 2.6            | 13         | 13            |               | 3526                     |                      |            | 17         | 9          |
| 2000                                                                            | 46 300               | 1 771 896 | 2.6            | 15         | 14            | 1             | 3086                     |                      | 1          | 19         | 12         |
| 2001                                                                            | 47 943               | 1 833 912 | 2.6            | 17         | 13            | 4             | 2820                     |                      | 4          | 22         | 13         |
| 2002                                                                            | 49 379               | 1 870 590 | 2.6            | 18         | 13            | 5             | 2743                     |                      | 5          | 22         | 13         |
| 2003                                                                            | 51 188               | 1 970 590 | 2.6            | 19         | 14            | 5             | 2694                     |                      | 5          | 21         | 13         |
| 2004                                                                            | 53 503               | 1 935 448 | 2.8            | 23         | 15            | 8             | 2326                     |                      | 14         | 23         | 15         |
| 2005                                                                            | 54 000               | 1 983 000 | 2.7            | 25         | 20            | 5             | 2160                     |                      | 9          | 24         | 17         |
| 2006                                                                            | 54 500               | 2 044 000 | 2.7            | 28         | 22            | 6             | 1946                     |                      | 7          | 29         | 18         |
| 2011                                                                            | 62 299               | 2 328 000 | 2.7            | 46         | 38            | 8             | 1354                     |                      | 14         | 37         | 25         |
| 2012                                                                            | 64 432               | 2 382 000 | 2.7            | 47         | 38            | 9             | 1370                     |                      | 15         | 40         | 32         |
| 2015                                                                            | 73 523               | 4 430 000 | 1.7            | 64         | 45            | 19            | 1148                     |                      | 19         | 43         | 38         |
| 2018                                                                            | 91 320               | 4 702 350 | 1.9            | 77         | 56            | 21            | 1185                     |                      | 21         | 11         | 50         |
| 2020                                                                            | 97 360               | 5 013 160 | 1.9            | 86         | 60            | 26            | 1132                     |                      | 26         | 47         | 60         |
| 2022                                                                            | 101 006              | 5 217 700 | 1.9            | 93         | 62            | 31            | 1086                     |                      | 31         | 47         | 61         |
| Fuente: Catholic-Hierarchy, que a su vez toma los datos del Anuario Pontificio. |                      |           |                |            |               |               |                          |                      |            |            |            |

## Episcopologio
- Alfred Adewale Martins (24 de octubre de 1997-25 de mayo de 2012 nombrado arzobispo de Lagos)
- Peter Kayode Odetoyinbo, desde el 15 de abril de 2014